# Gertrud Westermann
Gertrud Westermann (* 17. April 1908 in Kasan (Russisches Kaiserreich); † 2. August 1995 in Barsinghausen) war eine deutsche Studienrätin und Historikerin. Sie forschte zu Themen der Baltistik.

## Leben
Westermann studierte von 1931 bis 1939 in Dorpat (estn. Tartu in Estland) an der dortigen Universität Geschichte, Archäologie und Germanistik mit dem Abschluss als Mag. phil. 1940 wurde ihr für ihre Magisterarbeit der Doktor der Philosophie verliehen. Von 1939 bis 1945 war sie als Lehrerin in Dorpat und in Rawitsch im damaligen Warthegau beschäftigt. Von 1955 bis 1975 war sie an einer Schule in Uetze bei Hannover, zuletzt als Oberstudienrätin, beschäftigt. Seit 1980 war sie ordentliches Mitglied der Baltischen Historischen Kommission. Nachdem vorher viele Jahrzehnte ergebnislos an einem historischen Ortslexikon für die baltischen Staaten geforscht worden war, erarbeitete Gertrud Westermann den 1985 erschienenen Teil für Estland einschließlich Livland in nur fünf Jahren. Unter der Leitung von Hans Feldmann erschien dann 1990 der zweite Band für Südlivland und Kurland. Die zwei Bände wurden zu grundlegenden Werken, welche in wissenschaftlichen Bibliotheken als unverzichtbar regelmäßig genutzt werden. Herausgeber der Bände war Heinz von zur Mühlen, der auch das Vorwort verfasste.

## Werke
- Gertrud Westermann: Baltisches historisches Ortslexikon – I : Estland (einschliesslich Nordlivland). In: Hans Feldmann, Heinz von zur Mühlen (Hrsg.): Quellen und Studien zur baltischen Geschichte. Band 8/I. Böhlau Verlag, Köln / Wien 1985, ISBN 3-412-07183-8 (702 S.).
- Fanny von Anrep: Briefe einer Livländerin aus den Jahren 1873–1909 (Bearbeiterin), Schriftenvertrieb der Carl-Schirren-Gesellschaft, München 1990, ISBN 3-923149-18-2.
- Krüge und Poststationen in Estland und Nordlivland vom 17. bis zum 20. Jahrhundert, Verlag Nordostdeutsches Kulturwerk, Lüneburg 1994, ISBN 3-922296-73-4.
- Mitarbeit am Straßenatlas von Estland 1938. Erweiterter Nachdruck der von Vassili Nemirovitš-Dantšenko redigierten „Eesti maanteede kaart 1:300.000“ herausgegeben von Wilfried Schlau, J. G. Herder-Institut, Marburg/Lahn 1989, ISBN 3-87969-214-9.